# Ignacio Mier Velazco
Ignacio Mier Velazco, né le 4 janvier 1961 à Tecamachalco (es) (Puebla), est un homme politique mexicain, député depuis le 1er septembre 2018.
Élu député de l'État de Puebla entre 1993 et 1996, il est député entre 1997 et 2000. Il est président du groupe MORENA à la Chambre des députés depuis novembre 2020.

## Biographie

### Premiers engagements militants
Ignacio Mier Velazco, en tant que membre du Parti révolutionnaire institutionnel, il devient membre de son secteur agraire au sein de la Confédération paysanne nationale de Puebla, il devient ensuite secrétaire des entreprises paysannes et secrétaire de la gestion sociale et président du comité d'État du PRI à Puebla entre 1995 et 1996.

### Fonctionnaire et député de l'État de Puebla
Il débute un parcours dans différents fonctions publiques au sein de l'État de Puebla. Il devient sous-délégué de l'Institut national d'éducation des adultes de Puebla, étant délégué du même Matilde del Mar Hidalgo y García Barna, coordinateur général de la planification et de l'investissement au sein du gouvernement et secrétaire du Centre de développement communautaire Études à Puebla. 
En 1993, il est élu député de la cinquante-deuxième législature du congrès de l'État de Puebla avec le PRI, au sein du neuvième district, terminant son mandat local en 1996.

### Secrétaire général du gouvernement de la municipalité de Puebla
À partir de 2005, il est nommé secrétaire général du gouvernement de la mairie de la municipalité de Puebla dirigée par Enrique Doger (es). Il démissionne le 22 mars 2006 et quitte le Parti révolutionnaire institutionnel. Il rejoint les rangs d'AMLO et se présente en tant que sénateur aux élections fédérales de juillet 2006 avec la Coalition pour le bien de tous menée par AMLO. Il n'est pas élu et retourne au sein de l'administration municipale. 

### Député

#### Premier mandat (1997-2000)
En 1994, il est élu sénateur suppléant avec le Parti révolutionnaire institutionnel. Lors des élections fédérales de juillet 1997 (es), il est élu député pour le 8e district de l'État de Puebla. Au cours de son travail parlementaire, il est membre des commissions de la culture, des réglementations et pratiques parlementaire, spéciale dédiée au développement social, et à la participation spéciale des citoyens. 
Entre 1998 et 1999, il occupe la fonction de sous-secrétaire à la gestion sociale du programme d'action et de gestion sociale du comité exécutif national du PRI.

#### Ralliement à MORENA et second mandat (depuis 2018)
En 2017, proche d'AMLO depuis plusieurs années, il rejoint le Mouvement de régénération nationale (MORENA) et nommé délégué du parti au sein de l'Durango.
Lors des élections fédérales de juillet 2018, il est candidat pour un second mandat de député avec la coalition « Ensemble, nous allons faire l'histoire » (Juntos Haremos Historia). Il est élu grâce à la liste proportionnelle du parti.
Au cours de son travail parlementaire, il est membre des commissions du budget, des comptes publics et de la Sécurité publique.
Le 29 octobre 2020, il est élu président du groupe parlementaire groupe MORENA à la Chambre des députés. Il prend ses fonctions le 4 novembre et succède à Mario Delgado Carrillo, député démissionnaire pour devenir président du parti.
Le 15 juillet 2021, après sa réélection en tant que député lors des élections législatives de juin 2021, il est réélu président du groupe de MORENA avec 158 voix pour.